# S790-es személyvonat
Az S790-es személyvonat Nógrád vármegyében közlekedő regionális személyvonat. A vonat naponta négyszer Balassagyarmat és Ipolytarnóc között közlekedik. A vonalon 117-es sorozatú motorkocsiból alkotott szerelvények közlekednek.
Mivel mellékvonali személyvonat, ezért a vonatszámai ötjegyűek, és 336-tal kezdődnek. A páros számú vonatok Ipolytarnóc (végpont), a páratlan számú vonatok Balassagyarmat (kezdőpont) felé közlekednek.
A vonalon csökkentett alaptarifájú, kedvezményes regionális díjszabás van életben.

## Története
A vasúti viszonylatjelzéseket 2013 decemberében kezdték meg bevezetni, első körben a Déli pályaudvarról induló elővárosi személy-, gyorsított és zónázó vonatoknál. A rendszert a 2014–2015. évi menetrenddel terjesztették ki, így kaptak viszonylatjelzést a 75-ös és a 78-as mellékvonalak személyvonatjai. A Balassagyarmat és Ipolytarnóc között közlekedő vonatok a vasútvonal déli szakaszán közlekedő S780-as személyvonat után az S790-as számozást kapták december 14-étől.
2020. június 6-ától a járványhelyzetre és az amiatt jelentősen visszaesett utasforgalomra hivatkozva az ipolytarnóci vonalon is ideiglenes járványügyi menetrendet vezettek be, azonban az átmeneti intézkedés időtartamát nem közölték. Az ideiglenes menetrendben az S790-es személyvonat napi négy pár vonatjából csupán egy párat hagyott meg, a többit autóbusszal pótolták. Attól tartva, hogy a járványügyi menetrendet újabb vonalbezárásokra kívánják felhasználni, számos Nógrád megyei ismert személy és politikus tiltakozott az intézkedések ellen. A járványmenetrend abszurditásáról Balassagyarmat polgármestere, Csach Gábor sajtótájékoztatót is tartott a város állomása előtt. Július közepén az ITM és a MÁV felülvizsgálták a járványügyi menetrendeket, aminek eredményeként augusztus 1-jétől első körben tíz, köztük a Balassagyarmat–Ipolytarnóc-vasútvonalon is helyreállt az alapmenetrend. 2023.augusztus 1-jétől 10 regionális vasútvonalon vonathelyettesítő autóbuszok közlekednek visszavonásig köztük ismét ez a vonal is pótlásra került újra. 

## Megállóhelyei
| 0  | Balassagyarmat végállomás | 70 | S750 , S780 1, 1C, 2C, 3, 3C, 9, 9A 1306, 1308 460, 3081, 3216, 3308, 3312, 3314, 3315, 3318, 3320, 3321, 3322, 3325, 3326, 3329 |
| 13 | Őrhalom                   | 56 | |
| 16 | Hugyag                    | 53 | |
| 30 | Szécsény                  | 40 | 1010, 1011 3072, 3075, 3080, 3081, 3082, 3084                                                                                    |
| 37 | Ludányhalászi             | 32 | |
| 46 | Nógrádszakál              | 23 | |
| 54 | Ráróspuszta               | 15 | |
| 64 | Litke                     | 5  | |
| 70 | Ipolytarnóc végállomás    | 0  | 3084, 3090 |